# Vox in excelso
Vox in excelso é uma bula pontifícia emitida em 1312 pelo Papa Clemente V (nascido Bertrand de Gouth, francês).
As diretivas dadas na bula eram as de suspender formalmente a Ordem dos Templários, remover o apoio papal à mesma e revogar os mandatos que lhe tinham sido atribuídos por papas anteriores nos séculos XII e XIII.
A emissão da bula foi seguida por um período de cinco anos em que ocorreu a supressão e julgamentos dos templários, tendo esses sido acusados de uma variedade de crimes de heresia e blasfémia. No entanto, as confissões obtidas foram extraídas com uso de tortura e outros métodos desenvolvidos pela Inquisição.
Vox in excelso é uma das bulas papais relacionadas com as história dos templários; outras incluem a Pastoralis praeeminentiae e a  Ad providam.